# Óscar Díaz
Óscar Díaz González (ur. 24 sierpnia 1984 w Madrycie) – hiszpański piłkarz występujący na pozycji napastnika. Wychowanek klubu AD Alcorcón. Następnie występował w Realu Madryt Castilla oraz Elche CF. W latach 2008–2010 zawodnik RCD Mallorca. W sezonie 2008/2009 przebywał na wypożyczeniu w klubie Celta Vigo, a w 2010 roku w Recreativo Huelva. Obecnie zawodnik RCD Mallorca.